# Alpera (kommun)
Alpera är en kommun i Spanien.   Den ligger i provinsen Provincia de Albacete och regionen Kastilien-La Mancha, i den östra delen av landet, 260 km sydost om huvudstaden Madrid. Antalet invånare är 2 417.